# Michel Brulé (sondeur)
Pour les articles homonymes, voir Michel Brulé et Brulé.
Michel Brulé, né le 9 mai 1932 à Saint-Lô et mort le 4 février 2023 à Issy-les-Moulineaux, est un sondeur français.

## Biographie
Fils de Raymond Brulé, un résistant mort en déportation, et d'une institutrice, Hélène Delavenay, il suit les cours de Jean Stoetzel à la Sorbonne.
Il commence sa carrière en 1956 à l'Institut français d'opinion publique (IFOP), dont il est successivement chargé d'études, chef de département, puis directeur des études politiques et sociologiques. Il accompagne ainsi le développement des sondages politiques, en particulier lors de la première élection présidentielle au suffrage universel, en 1965, et inaugure avec Europe 1 les estimations en temps réel du résultat des scrutins.
Il quitte l'IFOP en 1970 pour fonder, avec Jean-Pierre Ville, l'Institut BVA (Brulé, Ville & Associés),. Il poursuit sa collaboration avec la station Europe 1 en y tenant une chronique régulière sur l'opinion publique.
Il préside le SYNTEC, et participe à ce titre aux négociations avec la CNIL sur l'application de la loi de 1978.
Il quitte BVA en juin 1995. Il devient administrateur de Contribuables associés et tient une chronique de l’opinion intitulée « le moral des Français » dans la revue Sociétal,.
Il est le frère de Jean-Pierre Brulé, PDG de Bull de 1972 à 1981.

## Œuvres
- Le problème de la mort dans la philosophie contemporaine française de l'existence : Gabriel Marcel et Jean-Paul Sartre, thèse de troisième cycle de philosophie, Université de Paris, 1966, Paris, 1966
- L'Empire des sondages - Transparence ou manipulation ?, 303 p., éd. Robert Laffont, Paris, 1988  (ISBN 2-221-05633-7)
- Service public : sortir de l'imposture (avec Michel Drancourt), 314 p., éd. Jean-Claude Lattès, Paris, 2004  (ISBN 2-7096-2563-6)